# 다니엘 드샌토

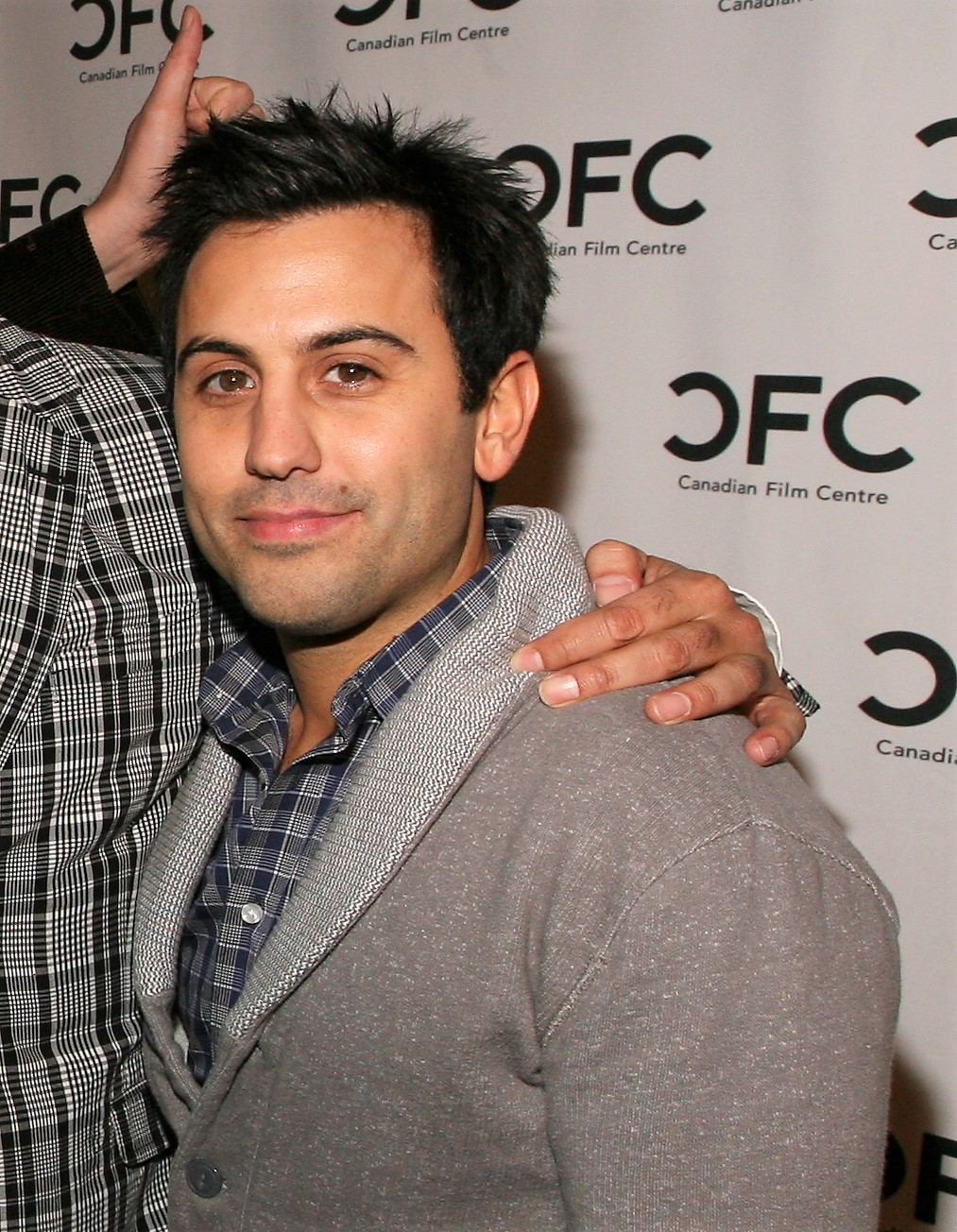

다니엘 드샌토(Daniel DeSanto, 1980년 10월 3일 ~ )는 캐나다의 배우, 텔레비전 배우이다.
토론토에서 태어났다.

## 영화
- 위스키 비즈니스 (2012년) - 조이 역
- 브레이크어웨이 (2011년)
- 아론 스톤 (2009년)
- 구비 (2009년)
- 분닥 세인트 2 (2009년) - 크류 컷 역
- XIII: 컨스피러시 (2008, XIII: The Conspiracy)
- 퀸카로 살아남는 법 (2004년)
- 탑 블레이드 더 무비 (2002년)
- 신기한 스쿨 버스 (1994년)